# Ferendat
Ferendat (grč. Pherendates) je bio satrap u Egiptu početkom druge polovice 4. stoljeća pr. Kr. Na tom položaju postavio ga je perzijski veliki kralj Artakserkso III., koji je 343. pr. Kr. nakon 60 godina egipatske samostalnosti vratio Egipat pod suverenitet Perzijskog Carstva te osnovao „drugu perzijsku dinastiju“, odnosno XXXI. egipatsku dinastiju. Ferendata ne treba miješati s Farandatom koji je početkom 5. stoljeća pr. Kr. također vladao kao satrap Egipta; unatoč tome kako se pretpostavlja da su oba imena izvedenice iz istog perzijskog osobnog imena, povjesničari poput Herodota u svojim djelima spominju obje inačice (Ferendat i Farandat) u kontekstu različitih osoba. Točan datum Ferendatovog odstupanja s vlasti nije poznat, no budući kako se njegov nasljednik Sabak spominje kao „satrap Darija III.“, pretpostavlja se kako se ta politička smjena odigrala 336. pr. Kr., kada je Kodoman stupio perzijsko prijestolje.

## Poveznice
- Artakserkso III.
- Sabak

| Prethodnik:                                                    | Satrap Egipta (343. - cca 336. pr. Kr.) | Nasljednik:                     |
| Nektanebo II. (faraon iz XXX. dinastije) (360. - 343. pr. Kr.) | Satrap Egipta (343. - cca 336. pr. Kr.) | Sabak (cca 336. - 333. pr. Kr.) |

## Vanjske poveznice
- Povijest Irana - Ponovno osvajanje Egipta (Iranologie.com)
- XXXI. egipatska dinastija (TourEgypt.net)